# Dylan Teuns
Dylan Teuns (Diest, Brabante Flamenco, 1 de marzo de 1992) es un ciclista profesional belga que desde 2025 corre para el equipo Cofidis.

## Palmarés
2014 (como amateur)
- 1 etapa del Tour de Bretaña
- 1 etapa del Giro del Valle de Aosta
- 1 etapa del Tour del Porvenir

2017
- Tour de Valonia, más 2 etapas
- Tour de Polonia, más 1 etapa
- Arctic Race de Noruega, más 2 etapas

2019
- 1 etapa del Critérium del Dauphiné
- 1 etapa del Tour de Francia

2020
- 1 etapa de la Vuelta a Andalucía

2021
- 1 etapa del Tour de Francia

2022
- Flecha Valona
- 1 etapa del Tour de Romandía

## Resultados

### Grandes Vueltas
| Carrera | Carrera         | 2014 | 2015 | 2016  | 2017 | 2018 | 2019 | 2020 | 2021 | 2022 | 2023 | 2024 | 2025 |
| ------- | --------------- | ---- | ---- | ----- | ---- | ---- | ---- | ---- | ---- | ---- | ---- | ---- | ---- |
|         | Giro de Italia  | —    | —    | —     | 75.º | —    | —    | —    | —    | —    | —    | —    | —    |
|         | Tour de Francia | —    | —    | —     | —    | —    | 44.º | —    | 17.º | 18.º | 35.º | —    | 90.º |
|         | Vuelta a España | —    | —    | 100.º | —    | 33.º | 12.º | —    | —    | —    | —    | 74.º | —    |

### Clásicas y Campeonatos
| Carrera                 | Carrera                 | 2014 | 2015 | 2016 | 2017 | 2018 | 2019 | 2020 | 2021 | 2022 | 2023 | 2024 | 2025 |
| ----------------------- | ----------------------- | ---- | ---- | ---- | ---- | ---- | ---- | ---- | ---- | ---- | ---- | ---- | ---- |
| Omloop Het Nieuwsblad   | Omloop Het Nieuwsblad   | —    | 38.º | —    | —    | —    | 5.º  | 18.º | 40.º | —    | —    | 22.º | 45.º |
| Kuurne-Bruselas-Kuurne  | Kuurne-Bruselas-Kuurne  | —    | 62.º | —    | —    | —    | —    | —    | 30.º | —    | —    | 59.º | 60.º |
| Strade Bianche          | Strade Bianche          | —    | —    | —    | —    | —    | —    | Ab.  | —    | —    | —    | 23.º | 37.º |
|                         | Milán-San Remo          | —    | —    | —    | —    | —    | Ab.  | 70.º | —    | —    | —    | —    | —    |
| E3 Saxo Classic         | E3 Saxo Classic         | —    | —    | —    | —    | —    | —    | X    | Ab.  | —    | —    | —    | —    |
| A Través de Flandes     | A Través de Flandes     | —    | —    | —    | 82.º | —    | —    | X    | 44.º | —    | —    | —    | —    |
| Gante-Wevelgem          | Gante-Wevelgem          | —    | —    | —    | 90.º | —    | —    | 10.º | —    | —    | —    | —    | —    |
|                         | Tour de Flandes         | —    | —    | —    | —    | —    | —    | 11.º | 35.º | 6.º  | 37.º | 8.º  | 41.º |
| Flecha Brabanzona       | Flecha Brabanzona       | —    | 40.º | 28.º | 33.º | 7.º  | 66.º | 12.º | 7.º  | 8.º  | —    | 2.º  |      |
| Amstel Gold Race        | Amstel Gold Race        | —    | 64.º | 18.º | 44.º | 25.º | 64.º | X    | 33.º | 10.º | —    | 15.º |      |
| Flecha Valona           | Flecha Valona           | —    | 13.º | 30.º | 3.º  | 30.º | 14.º | 75.º | 32.º | 1.º  | —    | Ab.  |      |
|                         | Lieja-Bastoña-Lieja     | —    | 31.º | 17.º | 24.º | 20.º | 9.º  | 27.º | 34.º | 6.º  | —    | 15.º |      |
| Cyclassics Hamburg      | Cyclassics Hamburg      | —    | 42.º | —    | —    | 79.º | —    | X    | X    | —    | —    | —    |      |
| Bretagne Classic        | Bretagne Classic        | —    | 85.º | —    | 94.º | —    | —    | —    | —    | 38.º | Ab.  | —    |      |
| Gran Premio de Quebec   | Gran Premio de Quebec   | —    | —    | —    | 63.º | —    | —    | X    | X    | —    | —    | —    |      |
| Gran Premio de Montreal | Gran Premio de Montreal | —    | —    | —    | 31.º | —    | —    | X    | X    | —    | —    | —    |      |
|                         | Giro de Lombardía       | —    | 70.º | —    | —    | 3.º  | Ab.  | —    | 37.º | —    | Ab.  | 26.º |      |
| París-Tours             | París-Tours             | 30.º | 84.º | —    | —    | —    | —    | —    | —    | —    | —    | —    |      |
| Mundial en Ruta         | Mundial en Ruta         | —    | —    | —    | 72.º | 29.º | 37.º | —    | 27.º | —    | —    | —    |      |
| Europeo en Ruta         | Europeo en Ruta         | X    | X    | —    | —    | —    | —    | —    | Ab.  | —    | —    | —    |      |
| Bélgica en Ruta         | Bélgica en Ruta         | —    | Ab.  | 12.º | 58.º | 38.º | 42.º | 36.º | 34.º | 33.º | 43.º | 15.º |      |

—: no participa

Ab.: abandono

X: no se disputó

## Equipos
- Jong Vlaanderen-Bauknecht (2011)
- Bofrost-Steria (2012)
- Ventilair-Steria (2013)
- BMC Racing Team (2014[1] -2018)
- Bahrain[4] (2019-2022)[2]
  - Bahrain Merida (2019)
  - Team Bahrain McLaren (2020)
  - Team Bahrain Victorious (2021-2022)[2]
- Israel-Premier Tech[5] (2022-2024)[3]
- Cofidis (2025-)